# Râul Nieșu
Râul Nieșu este un curs de apă, afluent al râului Sebeșel. 

## Hărți
- Harta Munții Bihor-Vlădeasa  Arhivat în 9 iunie 2008, la Wayback Machine.
- Harta Munții Vlădeasa